# ピニョー・ド・ベーヌ
ピニョー・ド・ベーヌ（フランス語: Pigneau de Behaine, 1741年11月2日 - 1799年10月9日）は、フランスのカトリック宣教師。本名はピエール・ジョゼフ・ジョルジュ・ピニョー （フランス語: Pierre Joseph Georges Pigneau）。後に阮朝越南を建てる阮福映を援助した。ベトナム名はバー・ダ・ロク（ベトナム語：Bá Đa Lộc / 百多禄）。フランスとベトナムの政治的関係を築いた人物であり、これを契機としてインドでイギリスに負けたフランスによるベトナム進出の足がかりが築かれた。

## 生涯

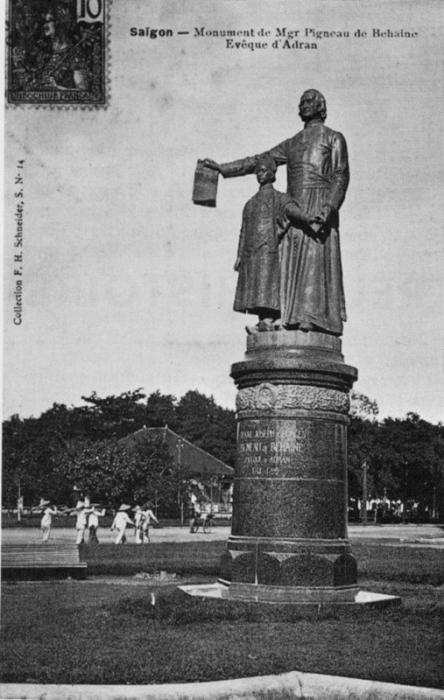
サイゴン大教会前にあったピニョーの像。現在はマリア像に置き換えられている

サイゴンにあったピニョーの墓。現在は取り壊されて公園になっている

エーヌ県のオリニー＝アン＝ティエラシュで生まれた。パリ外国宣教会の神学校を卒業し、1765年に同会の宣教師としてコーチシナの河僊（現在のキエンザン省ハティエン）に赴任。
1769年に迫害を逃れて一時フランス領インドのポンディシェリへ行き、アドランの名義司教に任じられる。1775年河僊に戻り、西山党の乱によって追放の身となった阮福映と会い積極的に援助。同行したフランス人たちは阮福映にヨーロッパ式の軍事技術で貢献した。
1787年に阮福映の長男阮福景を伴ってフランスに帰国。ルイ16世に謁見し、フランスと阮福映の攻守同盟の成立（ヴェルサイユ条約）に尽力した。しかし、コーチシナへの遠征軍の編成はインド駐在の軍司令官トーマス・コンウェイの反対に遭い実現しなかった。そこでピニョーは武器と義勇兵を募って1789年コーチシナに戻り西山朝と戦うが、西山朝の拠点帰仁を攻撃中に捕らえられ、暑さと疲労で衰弱したのが元で赤痢にかかり、58歳で死去した。
遺体は軍令を持って迎えられ、阮福映が弔辞を読んだ。ピニョーは安南語のラテン語辞書を製作しており、死後に出版された。サイゴンにあったピニョーの墓は1983年にベトナム社会主義共和国政府により取り壊され、遺体は焼かれてフランスへ送られた。現在、パリ外国宣教会に遺灰が安置されている。